# Лейк-Могок (Огайо)
Лейк-Могок (англ. Lake Mohawk) — переписна місцевість (CDP) в США, в окрузі Керролл штату Огайо. Населення — 1601 особа (2020).

## Географія
Лейк-Могок розташований за координатами 40°39′40″ пн. ш. 81°11′33″ зх. д. / 40.66111° пн. ш. 81.19250° зх. д. (40.660988, -81.192586).  За даними Бюро перепису населення США в 2010 році переписна місцевість мала площу 11,59 км², з яких 9,50 км² — суходіл та 2,08 км² — водойми.

## Демографія
Згідно з переписом 2010 року, у переписній місцевості мешкали 1652 особи в 669 домогосподарствах у складі 527 родин. Густота населення становила 143 особи/км².  Було 984 помешкання (85/км²).
Расовий склад населення:
| - 98,5 % — білих - 0,4 % — чорних або афроамериканців |

До двох чи більше рас належало 1,1 %. Частка іспаномовних становила 0,5 % від усіх жителів.
За віковим діапазоном населення розподілялося таким чином: 19,6 % — особи молодші 18 років, 61,4 % — особи у віці 18—64 років, 19,0 % — особи у віці 65 років та старші. Медіана віку мешканця становила 49,5 року. На 100 осіб жіночої статі у переписній місцевості припадало 102,0 чоловіків;  на 100 жінок у віці від 18 років та старших — 103,2 чоловіків також старших 18 років.
Середній дохід на одне домашнє господарство  становив 104 354 долари США (медіана — 76 518), а середній дохід на одну сім'ю — 113 493 долари (медіана — 85 129). За межею бідності перебувало 5,8 % осіб, у тому числі 10,0 % дітей у віці до 18 років та 0,0 % осіб у віці 65 років та старших.
Цивільне працевлаштоване населення становило 758 осіб. Основні галузі зайнятості: виробництво — 15,3 %, будівництво — 15,3 %, науковці, спеціалісти, менеджери — 14,0 %.